# 羅馬尼安王國
在托爾金（J. R. R. Tolkien）的奇幻小說裡，羅馬尼安王國（Kingdom of Rhovanion）是一個人類領地。
羅馬尼安王國建立於約第三紀元前的490年，是北方人（Northmen）在羅馬尼安王（Prince of Rhovanion）帶領下建立。羅馬尼安（Rhovanion）在這時候是羅馬尼安王及其子民居住的。羅馬尼安位於巨綠森（Greenwood the Great）以東、河谷鎮（Dale）及長湖鎮（Esgaroth）以南。在都靈（Durin）的子民建立孤山 （Erebor）王國前，河谷鎮和長湖鎮可能是羅馬尼安的一部分。
羅馬尼安的人類聯合剛鐸（Gondor）抗擊盧恩（Rhûn）東方人（Easterlings）的入侵。剛鐸國王圖倫拔（Turambar）於第三紀元約550年擊敗了東方人，自此羅馬尼安成為剛鐸的盟友。
第三紀元1200年，羅馬尼安統治者自稱為羅馬尼安國王（King of Rhovanion）。第三紀元1248年，剛鐸國王羅曼達希爾二世（Rómendacil II）擊潰了所有東方人營地，除了盧恩內海（Sea of Rhûn），並與羅馬尼安建立了堅實的關係。剛鐸將其邊界後撤至安都因河（Anduin），將安都因河以東的土地劃給羅馬尼安。羅馬尼安的意思是指荒地。
這時的羅馬尼安國王是維都加維亞（Vidugavia），剛鐸王子瓦拉卡（Valacar）亦在羅馬尼安的軍隊中。維都加維亞的女兒維都馬維嫁給瓦拉卡。他們的兒子米尼薩雅（Vinitharya）在第三紀元1432年登位成為剛鐸國王艾爾達卡（Eldacar），在第三紀元1437年的皇室內鬥中被罷黜，逃往羅馬尼安，並以羅馬尼安的軍隊於第三紀元1447年為他復位。
第三紀元1636年，大瘟疫（Great Plague）蹂躪羅馬尼安，過半羅馬尼安國民死亡，使羅馬尼安國力衰弱。第三紀元1851年，戰車民（Wainriders）征服羅馬尼安，直至第三紀元1899年剛鐸攻擊戰車民，羅馬尼安起義並解放，但國力極度衰弱。許多羅馬尼安人離開前往剛鐸，剛鐸也視羅馬尼安人為遠親。
有部分羅馬尼安人前往北面的河谷鎮和長湖鎮。
第三紀元2460年，索倫（Sauron）重返幽暗密林南部的多爾哥多（Dol Guldur），該地變得更危險，羅馬尼安的大部分人已離開。
第三紀元2510年，一支新的東方人畢額丘斯人（Balchoth）出現，迅速佔領羅馬尼安的舊地。羅馬尼安的獨立領地地位正式結束。